# Ryota Iwabuchi
Ryota Iwabuchi (født 26. april 1990) er en japansk fodboldspiller, som spiller for den japanske fodboldklub Fujieda MYFC.